# Сим, Джон
Джонатан «Джон» Сим (англ. Jonathan Sim; род. 29 сентября 1977, Нью-Гласгоу, Новая Шотландия) — профессиональный канадский хоккеист, левый нападающий.
На драфте НХЛ 1996 года выбран в 3 раунде под общим 70 номером командой «Даллас Старз». 17 февраля 2003 года обменян в «Нэшвилл Предэйторз». 8 марта 2003 года приобретён с драфта отказов командой «Лос-Анджелес Кингз». 4 марта 2004 года приобретён с драфта отказов командой «Питтсбург Пингвинз». 2 сентября 2004 года как неограниченно свободный агент подписал контракт с «Финикс Койотис». 2 августа 2005 года как неограниченно свободный агент подписал контракт с «Филадельфией Флайерз». 23 января 2006 года обменян во «Флориду Пантерз». 13 июля 2006 года как неограниченно свободный агент подписал контракт с «Атлантой Трэшерз».

## Награды
- Обладатель Кубка Стэнли, 1999 («Даллас Старз»)

## Статистика
```
                                            --- Regular Season ---  ---- Playoffs ----
Season   Team                        Lge    GP    G    A  Pts  PIM  GP   G   A Pts PIM
--------------------------------------------------------------------------------------
1994-95  Laval Titan College Franc   QMJHL   9    0    1    1    6  --  --  --  --  --
1994-95  Sarnia Sting                OHL    25    9   12   21   19   4   3   2   5   2
1995-96  Sarnia Sting                OHL    63   56   45  101  130  10   8   7  15  26
1996-97  Sarnia Sting                OHL    64   56   39   95  109  12   9   5  14  32
1997-98  Sarnia Sting                OHL    59   44   50   94   95   5   1   4   5  14
1998-99  Dallas Stars                NHL     7    1    0    1   12   4   0   0   0   0
1998-99  Michigan K-Wings            IHL    68   24   27   51   91   5   3   1   4  18
1999-00  Michigan K-Wings            IHL    35   14   16   30   65  --  --  --  --  --
1999-00  Dallas Stars                NHL    25    5    3    8   10   7   1   0   1   6
2000-01  Utah Grizzlies              IHL    39   16   13   29   44  --  --  --  --  --
2000-01  Dallas Stars                NHL    15    0    3    3    6  --  --  --  --  --
2001-02  Utah Grizzlies              AHL    31   21    6   27   63  --  --  --  --  --
2001-02  Dallas Stars                NHL    26    3    0    3   10  --  --  --  --  --
2002-03  Utah Grizzlies              AHL    42   16   31   47   85  --  --  --  --  --
2002-03  Dallas Stars                NHL     4    0    0    0    0  --  --  --  --  --
2002-03  Nashville Predators         NHL     4    1    0    1    0  --  --  --  --  --
2002-03  Los Angeles Kings           NHL    14    0    2    2   19  --  --  --  --  --
2003-04  Los Angeles Kings           NHL    48    6    7   13   27  --  --  --  --  --
2003-04  Pittsburgh Penguins         NHL    15    2    3    5    6  --  --  --  --  --
2004-05  Utah Grizzlies              AHL    10    2    2    4   12  --  --  --  --  --
2004-05  Philadelphia Phantoms       AHL    63   35   26   61   66  21  10   7  17  44
2005-06  Philadelphia Flyers         NHL    39    7    7   14   28  --  --  --  --  --
2005-06  Florida Panthers            NHL    33   10    8   18   26  --  --  --  --  --
2006-07  Atlanta Thrashers           NHL    75   17   11   28   60
--------------------------------------------------------------------------------------
         NHL Totals                        305   52   44   96  204  11   1   0   1   6

```